# أبو معاوية الضرير
أبو معاوية محمد بن خازم السعدي الكوفي الضرير (113 هـ - 194 هـ) أحد الأعلام، من أئمة الحديث الثقات، وهو حافظ حجة، عمي بصره وهو ابن أربع سنين، فأقاموا عليه مأتما، قاله أبو داود. ويقال: عمي ابن ثمان سنين. هو أثبت أصحاب الأعمش بعد سفيان وشعبة. حيث لزم أبو معاوية الأعمش عشرين سنة وكان أحفظ الناس لحديثه. وهو في الرواية عنه ثقة، وفي غيره فيه اضطراب. كان يرى الإرجاء وهو لين القول فيه. توفي في صفر أو أول ربيع الأول سنة أربع وتسعين ومائة.

## روايته للحديث النبوي
- حدث عن: هشام بن عروة، وعاصم الأحول، ويحيى بن سعيد الأنصاري، والأعمش، وسهيل، وإسماعيل بن أبي خالد، وبريد بن عبد الله بن أبي بردة، وداود بن أبي هند، وعبيد الله بن عمر، وأبي مالك الأشجعي، وأبي إسحاق الشيباني، ومحمد بن سوقة ، والكلبي ، وسعد بن طريف الإسكاف، وإسماعيل بن مسلم المكي، وبشار بن كدام، وجعفر بن برقان، وجويبر بن سعيد، وحجاج بن أرطاة، والحسن بن عمرو الفقيمي، وخالد بن إلياس، وسعد بن سعيد، وعمرو بن ميمون بن مهران، وأبي بردة عمرو بن يزيد، وقنان بن عبد الله، وليث بن أبي سليم، وخلق كثير.[3]
- وعنه: ابنه إبراهيم، وابن جريج شيخه، والأعمش شيخه، ويحيى بن سعيد القطان، ويحيى بن يحيى، وعمرو بن عون، وأحمد بن يونس ، وأحمد بن حنبل، وابن معين، وإسحاق، وأبو كريب، وابنا أبي شيبة، وعلي، وأبو خيثمة، وسعيد بن منصور، وابن نمير، وهناد، وقتيبة، وعلي بن محمد الطنافسي، وأحمد بن أبي الحواري، وأحمد بن منيع، وعلي بن حرب، وأخوه أحمد بن حرب، وأحمد بن سنان، والحسن بن عرفة، والحسن بن محمد الزعفراني، وسهل بن زنجلة، وصدقة بن الفضل، وسعدان بن نصر، وعبد الرحمن بن محمد الطرسوسي، وعلي بن إشكاب، ومحمد بن إسماعيل الحساني، ومحمد بن إسماعيل الأحمسي، ومحمد بن طريف، ومحمد بن عبد الله المخرمي، ومحمد بن المثنى العنزي، ومحمد بن يحيى بن أبي عمر العدني، ويعقوب الدورقي، وخلق كثير خاتمتهم أحمد بن عبد الجبار العطاردي.[3]

## أقوال العلماء فيه
هذه جملة من آراء وأقوال العلماء فيه:
- قال أبو بكر البيهقي: «حجة قد أجمع الحفاظ على قبول ما ينفرد به».
- قال أبو حاتم الرازي: «أثبت الناس في الأعمش الثوري ثم أبو معاوية الضرير».
- قال أبو حاتم بن حبان البستي: «كان حافظا متقنا ولكنه كان مرجئا خبيثا».
- قال أبو داود السجستاني: «كان مرجئا، ومرة: كان رئيس المرجئة بالكوفة».
- قال أبو زرعة الرازي: «يرى الإرجاء، يدعوا إليه».
- قال أبو عبد الله الحاكم النيسابوري: «أحفظ أصحاب الأعمش».
- قال أبو يعلى الخليلي: «ثقة متفق عليه».
- قال أحمد بن حمزة بن أبي طاهر: «كان يدلس».
- قال أحمد بن حنبل: «في غير حديث الأعمش مضطرب لا يحفظها حفظا جيدا».
- قال أحمد بن شعيب النسائي: «ثقة في الأعمش، ومرة: ثقة».
- قال أحمد بن صالح الجيلي: «ثقة، كان يري الإرجاء، كان لين القول فيه».
- قال ابن حجر العسقلاني: «ثقة، قد رمي بالإرجاء، أحفظ الناس لحديث الأعمش، قد يهم في حديث غيره».
- قال الدارقطني: «من الرفعاء الثقات».
- قال الذهبي: «الحافظ، ثبت في الأعمش، وكان مرجئا».
- قال حفص بن غياث النخعي: «ما رأيت أحدا قط أحسن قياد الأعمى من الأعمش لأبي معاوية».
- قال شعبة بن الحجاج: «هذا صاحب الأعمش فاعرفوه».
- قال عبد الرحمن بن يوسف بن خراش: «صدوق، هو في الأعمش ثقة وفي غيره فيه اضطراب».
- كما وثقه علي بن المديني.
- قال محمد بن سعد كاتب الواقدي: «ثقة كثير الحديث، يدلس، مرجئ».
- قال وكيع بن الجراح: «ما أدركنا أعلم بأحاديث الأعمش منه».
- قال يحيى بن معين: «هو أثبت في الأعمش من جرير، روى عن عبيد الله بن عمر أحاديث مناكير، وفي رواية ابن محرز عنه قال: ثقة في حديث الأعمش ولكنه يخطئ».
- قال يعقوب بن شيبة السدوسي: «من الثقات وربما دلس، كان يرى الإرجاء».